# سید جمال‌الدین عالم کارلادانی
حجت‌الاسلام سید جمال الدین عالم کارلادانی، آخرین متولی عمارت منارجنبان، واقع در محله کارلادان شهر اصفهان، تا قبل از واگذاری آن به دولت بود. در تأیید این مطلب قسمتی از گزارش هفته نامه «چهلستون» منتشر شده در سال ۱۳۳۱ خورشیدی در مورد دیدار وزیر فرهنگ وقت، دکتر محمود حسابی، از منارجنبان درج می‌گردد. 

«عصر روز دوشنبه بود که وزیر فرهنگ برای افتتاح دبستان سروش سده به آنجا تشریف بردند و پس از آنکه مراسم افتتاح دبستان پایان یافت چون قدری به غروب و رسیدن ساعت هفت و ملاقات با فرهنگیان باقی‌مانده بود، قسمتی از وقت خود را صرف دیدن منارجنبان اصفهان نمودند. اتومبیل نمره شش وزارتی جلوی در حیات منارجنبان توقف کرد و همراهان نیز از اتومبیل‌های خود پیاده شده و به داخل حیاط رفته و از پله ها به سطح بام رفتند. رعیتی که آنجا بود داخل منار شد و بشدت منار را تکان داد.
دکتر حسابی که روزی در امریکا، در شهر نیویورک در مقابل انشتین ریاضی‌دان معروف نشسته و با او در باره فرضیه‌های مختلف مباحثه نموده، وقتی دید این منار با این عظمت حرکت می‌کند نتوانست از تعجب خودداری نماید. در حالیکه حاضرین همه با تعجب زیاد حرکت مناره را تماشا می‌کردند آقای دکتر حسابی در ذهن خود می‌خواست فرضیه حرکت منار را ثابت کند.
در باره حرکت منارجنبان مطالب مختلف گفته شده. عالم‌زاده کارلادانی که عنوان متولی آنجا را برای خود حفظ کرده، معقتد است حرکت منار از برکت قبر عمو عبدالله سقلابی است که در زیر دو منار دفن است. حتی مدعی است که وقتی حاکمی خواست لک‌لکی را که بالای منار آشیانه داشت صید کند گرفتار دلدردی شدید شد و فوت کرد.»
مقصود از عالم‌زاده کارلادانی در گزارش فوق همان سید جمال الدین عالم کارلادانی است. وی بسیار مورد احترام بود و مسؤولیت ثبت احوال و اسناد محلی را نیز بر عهده داشت. 
پدر وی سید محمد نام دارد. سید محمد امام جماعت محله کارلادان شهر اصفهان بوده است و آرامگاه وی در حیاط عمارت منارجنبان اصفهان می باشد.بعد از بازسازی محوطه عمارت منارجنبان تمامی قبور به غیر از قبر سید محمد و یک قبر دیگر تخریب شدند.
برادر وی آیت‌الله سید جلال الدین عالم از بزرگان علمای اصفهان بوده است. وی در مسجد سید اصفهان مدرس علوم حوزوی بوده است و علاوه بر آن در مکتب خانه خود به تدریس می پرداخته است. آیت‌الله سید جلال الدین در سفر حج فوت میکند و در قبرستان ابوطالب مکه مکرمه به خاک سپرده می شود.
آرامگاه وی در تخت پولاد اصفهان قرار دارد.